# Zoran Barisic
Zoran Barisic (ur. 22 maja 1970 w Wiedniu) – austriacki piłkarz grający na pozycji obrońcy lub pomocnika. W swojej karierze rozegrał 1 mecz w reprezentacji Austrii.

## Kariera klubowa
Karierę piłkarską Barisic rozpoczął w klubie Wiener SC. W sezonie 1989/1990 zadebiutował w jego barwach w austriackiej pierwszej lidze. W 1991 roku odszedł na sezon do drugoligowego Favoritner AC. Z kolei latem 1992 został zawodnikiem VfB Mödling.
W 1993 roku Barisic został piłkarzem Rapidu Wiedeń. W sezonie 1994/1995 zdobył Puchar Austrii, a w sezonie 1995/1996 wywalczył z Rapidem tytuł mistrza Austrii. Na początku 1997 roku odszedł z wiedeńskiego klubu do FC Linz, w którym grał przez pół sezonu.
Latem 1997 roku Barisic podpisał kontrakt z Tirolem Innsbruck. W latach 2000–2002 trzykrotnie z rzędu zostawał z nim mistrzem Austrii. W 2002 roku po ogłoszeniu bankructwa Tirolu odszedł do Admiry Wacker Mödling, w której grał do zakończenia sezonu 2003/2004. W latach 2004–2006 Barisic był zawodnikiem SC Eisenstadt z Regionalligi i w nim też zakończył karierę.
| Sezon   | Klub                  | Kraj    | Rozgrywki    | Mecze | Bramki |
| ------- | --------------------- | ------- | ------------ | ----- | ------ |
| 1989/90 | Wiener SC             | Austria | 1. Division  | 20    | 1      |
| 1990/91 | Wiener SC             | Austria | 1. Division  | 35    | 3      |
| 1991/92 | Favoritner AC         | Austria | 2. Division  | 35    | 8      |
| 1992/93 | VfB Mödling           | Austria | 1. Division  | 35    | 6      |
| 1993/94 | Rapid Wiedeń          | Austria | Bundesliga   | 24    | 0      |
| 1994/95 | Rapid Wiedeń          | Austria | Bundesliga   | 22    | 3      |
| 1995/96 | Rapid Wiedeń          | Austria | Bundesliga   | 31    | 8      |
| 1996/97 | Rapid Wiedeń          | Austria | Bundesliga   | 6     | 0      |
| 1996/97 | FC Linz               | Austria | Bundesliga   | 13    | 1      |
| 1997/98 | Tirol Innsbruck       | Austria | Bundesliga   | 22    | 2      |
| 1998/99 | Tirol Innsbruck       | Austria | Bundesliga   | 22    | 4      |
| 1999/00 | Tirol Innsbruck       | Austria | Bundesliga   | 17    | 4      |
| 2000/01 | Tirol Innsbruck       | Austria | Bundesliga   | 21    | 2      |
| 2001/02 | Tirol Innsbruck       | Austria | Bundesliga   | 17    | 0      |
| 2002/03 | Admira Wacker Mödling | Austria | Bundesliga   | 16    | 0      |
| 2003/04 | Admira Wacker Mödling | Austria | Bundesliga   | 3     | 0      |
| 2004/05 | SC Eisenstadt         | Austria | Regionalliga | 23    | 5      |
| 2005/06 | SC Eisenstadt         | Austria | Regionalliga | 3     | 0      |

## Kariera reprezentacyjna
Swój jedyny mecz w reprezentacji Austrii Barisic rozegrał 6 czerwca 1999. Był to mecz eliminacyjny do Euro 2000 z Izraelem, który Austria przegrała 0:5.